# Zdeněk Hatina
 Zdeněk Hatina  (* 6. dubna 1941 Brno) je český skladatel soudobé vážné hudby, pedagog, varhaník, improvizátor, dirigent, sbormistr a ředitel kůru v Brně – Zábrdovicích.

## Vzdělání
Základní hudební vzdělání získal soukromým studiem klavíru u Marie Sopouchové a dr. Inocence Kramply. Později studoval na Městské hudební škole Jaroslava Kvapila, kde absolvoval oba cykly. Roku 1965 byl přijat na brněnskou konzervatoř, kde studoval hlavní obor varhany u Josefa Pukla, klavír u Milana Bialase a kompozici u Bohuslava Řehoře.

## Kariéra
Od roku 1971 působí jako ředitel kůru a varhaník v kostele Nanebevzetí Panny Marie v Brně – Zábrdovicích. Z iniciativy Zd. Hatiny byla v roce 1968 provedena generální oprava a přestavba původních zábrdovických varhan z roku 1927 od pražského varhanáře Štěpána Petra. Vznikl tak koncertní třímanuálový nástroj s 32 znějícími registry pneumatické soustavy, který dnes patří mezi nejlepší v Brně. Zd. Hatina svůj královský nástroj miluje a dokáže na něm strhujícím způsobem improvizovat v melodicko-harmonickém stylu, s určitým záběrem do impresionismu a znamenitě na něm vystihnout atmosféru dané doby či svátku. Na zábrdovických varhanách zaznělo také bezpočet koncertů žáků ZUŠ varhanická, která vznikla v roce 1991 jako Varhanická škola při Biskupství brněnském. V letech 1991–2004 vyučoval Zdeněk Hatina na této škole předměty: varhany, hudební nauku, harmonii a nauku o varhanách. Za dobu svého pedagogického působení vychoval několik desítek žáků (absolventů církevních zkoušek C2, C1). Zdeněk Hatina je činný také kompozičně (cca 30 opusů). Jeho největší skladbou je latinská mše Missa Dominicalis, op. 3 pro smíšený sbor, sólisty, orchestr a varhany. Jako dirigent zábrdovického sboru a orchestru provedl ve spolupráci s varhaníky Stanislavem Kostkem Vrbkou (1932–2018), Davidem Postráneckým (* 1975) a Janem Králem (* 1960) mnoho hodnotných chrámových skladeb.
U příležitosti 60 let činnosti na kůru v Brně-Zábrdovicích dostal 8. října 2022 při pontifikální liturgii Svatocecilského setkání v brněnské katedrále děkovný list od diecézního biskupa Mons. Pavla Konzbula.